# Eurovision Song Contest 1983
Der 28. Eurovision Song Contest fand am 23. April 1983 in der Rudi-Sedlmayer-Halle in München statt, da Deutschland im Vorjahr den 27. Eurovision Song Contest gewonnen hatte und damit zum ersten Mal überhaupt gewann. Somit war die Bundesrepublik nach Frankfurt am Main 1957 zum zweiten Mal Gastgeber des Contests.
Die Kosten für Organisation und Übertragung, die dem BR oblag, beliefen sich auf 1,5 Millionen DM, wozu 1,2 Millionen DM für die Fernsehproduktion hinzukamen. Um das Bühnenbild zu kreieren, wurden 63.000 Glühbirnen verbaut.

## Besonderheiten
In diesem Jahr belegte Deutschland mit dem Titel Rücksicht, gesungen vom Duo Hoffmann & Hoffmann, Platz fünf. Das Lied hatten Michael Reinecke und Volker Lechtenbrink geschrieben. Österreich und Westends Hurricane wurden Neunte, Io così non ci sto, der Schweizer Beitrag von Mariella Farré, belegte Platz fünfzehn.
Gewinner wurde Si la vie est cadeau von Corinne Hermès aus Luxemburg mit 6 Punkten Vorsprung vor der Zweitplatzierten Ofra Haza, die im Anschluss eine internationale Karriere startete. Zwei Länder gingen diesmal ohne Punkte für ihren Beitrag nach Hause, nämlich die Türkei und Spanien.
Marlène Charell moderierte den Wettbewerb durchgehend in drei Sprachen (Deutsch, Englisch und Französisch), so dass die Sendezeit überzogen wurde. Ihr unterliefen bei der Anmoderation der Interpreten sowie der Punktevergabe zahlreiche Fehler.

## Teilnehmer

Teilnehmende Länder
Länder, die bereits an einem früheren ESC teilgenommen hatten, aber nicht im Jahr 1983

Nachdem Frankreich, Italien und Griechenland im Vorjahr nicht teilgenommen hatten, waren sie in diesem Jahr wieder dabei. Erstmals seit seiner ersten Teilnahme fehlte allerdings Irland, so dass 20 Länder teilnahmen.

### Wiederkehrende Interpreten
| Land        | Interpreten                | Vorherige(s) Teilnahmejahr(e)                                                                     |
| ----------- | -------------------------- | ------------------------------------------------------------------------------------------------- |
| Frankreich  | Guy Bonnet                 | 1970                                                                                              |
| Jugoslawien | Izolda (Begleitung)        | 1982 (als Mitglied von Aska)                                                                      |
| Niederlande | Sandra Reemer (Begleitung) | 1972 (als Sandra im Duett mit Andres) • 1976 (als Sandra Reemer) • 1979 (als Mitglied von Xandra) |
| Norwegen    | Jahn Teigen                | 1978 • 1982                                                                                       |
| Norwegen    | Anita Skorgan (Begleitung) | 1977 • 1979 • 1982                                                                                |

### Dirigenten
Jedes Lied wurde mit Live-Musik begleitet bzw. kam Live-Musik zum Einsatz – folgende Dirigenten leiteten das Orchester Dieter Reith mit Beteiligung der Streicher des Symphonieorchesters Graunke bei dem jeweiligen Land:
- Frankreich – François Rauber
- Norwegen – Sigurd Jansen
- Vereinigtes Königreich – John Coleman
- Schweden – Anders Ekdahl
- Italien – Maurizio Fabrizio
- Türkei – Buğra Uğur
- Spanien – José Miguel Evoras
- Schweiz – Robert Weber
- Finnland – Ossi Runne
- Griechenland – Mimis Plessas
- Niederlande – Piet Souer
- Jugoslawien – Radovan Papović
- Zypern – Michalis Rozakis
- BR Deutschland – Dieter Reith
- Dänemark – Allan Botschinsky
- Israel – Silvio Nanssi Brandes
- Portugal – Mike Sergeant
- Österreich – Richard Oesterreicher
- Belgien – Freddy Sunder
- Luxemburg – Michel Bernholc

## Abstimmungsverfahren
In jedem Land gab es eine elfköpfige Jury, die zunächst die zehn besten Lieder intern ermittelten. Danach vergaben die einzelnen Jurys 12, 10, 8, 7, 6, 5, 4, 3, 2 Punkte und 1 Punkt an diese zehn besten Lieder.

## Platzierungen
| Platz | Startnr. | Land                   | Interpret                                   | Titel (M = Musik; T = Text)                                                                                                 | Sprache          | Übersetzung                       | Punkte |
| ----- | -------- | ---------------------- | ------------------------------------------- | --- | ---------------- | --------------------------------- | ------ |
| 01.   | 20       | Luxemburg              | Corinne Hermès                              | Si la vie est cadeau M: Jean-Pierre Millers; T: Alain Garcia                                                                | Französisch      | Wenn das Leben ein Geschenk ist   | 142    |
| 02.   | 16       | Israel                 | Ofra Haza עפרה חזה                          | Hi (חי) M: Avi Toledano; T: Ehud Manor                                                                                      | Hebräisch        | Lebendig                          | 136    |
| 03.   | 04       | Schweden               | Carola                                      | Främling M: Lasse Holm; T: Monica Forsberg                                                                                  | Schwedisch       | Fremder                           | 126    |
| 04.   | 12       | Jugoslawien            | Daniel                                      | Džuli M: Milan Popović; T: Mario Mihaljević                                                                                 | Kroatisch        | Julie                             | 125    |
| 05.   | 14       | BR Deutschland         | Hoffmann & Hoffmann                         | Rücksicht M: Michael Reinecke; T: Volker Lechtenbrink                                                                       | Deutsch          | –                                 | 094    |
| 06.   | 03       | Vereinigtes Königreich | Sweet Dreams                                | I’m Never Giving Up M/T: Ron Roker, Jan Pulsford, Phil Wigger                                                               | Englisch         | Ich gebe niemals auf              | 079    |
| 07.   | 11       | Niederlande            | Bernadette                                  | Sing Me a Song M: Piet Souer; T: Martin Duiser                                                                              | Niederländisch a | Sing mir ein Lied vor             | 066    |
| 08.   | 01       | Frankreich             | Guy Bonnet                                  | Vivre M: Guy Bonnet; T: Fulbert Cant                                                                                        | Französisch      | Leben                             | 056    |
| 09.   | 18       | Österreich             | Westend                                     | Hurricane M: Peter Vieweger; T: Heli Deinboek, Heinz Nessizius                                                              | Deutsch          | –                                 | 053    |
| 09.   | 02       | Norwegen               | Jahn Teigen                                 | Do re mi M: Anita Skorgan, Jahn Teigen; T: Jahn Teigen, Herodes Falsk                                                       | Norwegisch       | –                                 | 053    |
| 11.   | 05       | Italien                | Riccardo Fogli                              | Per Lucia M: Maurizio Fabrizio; T: Riccardo Fogli, Vincenzo Spampinato                                                      | Italienisch      | Für Lucia                         | 041    |
| 12.   | 09       | Finnland               | Ami Aspelund                                | Fantasiaa M: Kari Kuusamo; T: Kaisu Liuhala                                                                                 | Finnisch         | Fantasie                          | 041    |
| 13.   | 17       | Portugal               | Armando Gama                                | Esta balada que te dou M/T: Armando Gama                                                                                    | Portugiesisch    | Diese Ballade, die ich dir gebe   | 033    |
| 14.   | 10       | Griechenland           | Christie Stasinopoulou Κρίστυ Στασινοπούλου | Mou les (Μου λες) M: Antonis Plessas; T: Sofia Fildisi                                                                      | Griechisch       | Du sagst mir                      | 032    |
| 15.   | 08       | Schweiz                | Mariella Farré                              | Io così non ci sto M: Thomas Gonzenbach, Remo Kessler; T: Nella Martinetti                                                  | Italienisch      | Ich bin damit nicht einverstanden | 028    |
| 16.   | 13       | Zypern                 | Stavros and Dina Σταύρος και Δήνα           | I agapi akoma zi (Η αγάπη ακόμα ζει) M/T: Stavros Sideras                                                                   | Griechisch       | Die Liebe lebt immer noch         | 026    |
| 17.   | 15       | Dänemark               | Gry Johansen                                | Kloden drejer M: Flemming Gernyx, Lars Christensen, Christian Jacobsen; T: Christian Jacobsen, Flemming Gernyx, Billy Cross | Dänisch          | Die Welt dreht sich               | 016    |
| 18.   | 19       | Belgien                | Pas de deux                                 | Rendez-vous M: Walter Verdin; T: Paul Peyskens, Walter Verdin                                                               | Niederländisch   | Verabredung                       | 013    |
| 19.   | 07       | Spanien                | Remedios Amaya                              | ¿Quién maneja mi barca? M: José Miguel Evóras; T: Isidro Muñoz                                                              | Spanisch         | Wer segelt mein Boot?             | 000    |
| 19.   | 06       | Türkei                 | Çetin Alp and the Short Waves               | Opera M: Buğra Uğur; T: Aysel Gürel                                                                                         | Türkisch         | Oper                              | 000    |

## Punktevergabe
| Land | Abstimmungsergebnisse | Abstimmungsergebnisse | Abstimmungsergebnisse | Abstimmungsergebnisse | Abstimmungsergebnisse | Abstimmungsergebnisse | Abstimmungsergebnisse | Abstimmungsergebnisse | Abstimmungsergebnisse | Abstimmungsergebnisse | Abstimmungsergebnisse | Abstimmungsergebnisse | Abstimmungsergebnisse | Abstimmungsergebnisse | Abstimmungsergebnisse | Abstimmungsergebnisse | Abstimmungsergebnisse | Abstimmungsergebnisse | Abstimmungsergebnisse | Abstimmungsergebnisse | Abstimmungsergebnisse | Abstimmungsergebnisse |
| Land | Punkte                | FR                    | NO                    | UK                    | SE                    | IT                    | TR                    | ES                    | CH                    | FI                    | GR                    | NL                    | YU                    | CY                    | DE                    | DK                    | IL                    | PT                    | AT                    | BE                    | LU                    | Votings               |
| --- | --------------------- | --------------------- | --------------------- | --------------------- | --------------------- | --------------------- | --------------------- | --------------------- | --------------------- | --------------------- | --------------------- | --------------------- | --------------------- | --------------------- | --------------------- | --------------------- | --------------------- | --------------------- | --------------------- | --------------------- | --------------------- | --------------------- |
| Frankreich | 056                   |                       | 3                     | –                     | –                     | 10                    | –                     | –                     | 10                    | 6                     | 7                     | 2                     | 3                     | 4                     | 4                     | –                     | 1                     | 3                     | –                     | –                     | 3                     | 12                    |
| Norwegen | 053                   | –                     |                       | 5                     | 3                     | –                     | 6                     | –                     | –                     | –                     | –                     | 8                     | –                     | –                     | 1                     | 8                     | 4                     | 6                     | 3                     | 7                     | 2                     | 11                    |
| Vereinigtes Königreich                                                                                                 | 079                   | 5                     | 5                     |                       | 12                    | 2                     | 5                     | –                     | 8                     | –                     | 5                     | 5                     | –                     | 6                     | 3                     | 5                     | –                     | 2                     | 10                    | –                     | 6                     | 14                    |
| Schweden | 126                   | 6                     | 12                    | 8                     |                       | 8                     | 7                     | 2                     | 5                     | 10                    | 10                    | 3                     | 1                     | 7                     | 12                    | 10                    | 8                     | 4                     | 8                     | 5                     | –                     | 18                    |
| Italien | 041                   | 7                     | –                     | –                     | 2                     |                       | 4                     | 3                     | –                     | 1                     | 2                     | –                     | 8                     | 1                     | –                     | –                     | 6                     | 7                     | –                     | –                     | –                     | 10                    |
| Türkei | 000                   | –                     | –                     | –                     | –                     | –                     |                       | –                     | –                     | –                     | –                     | –                     | –                     | –                     | –                     | –                     | –                     | –                     | –                     | –                     | –                     | 0                     |
| Spanien | 000                   | –                     | –                     | –                     | –                     | –                     | –                     |                       | –                     | –                     | –                     | –                     | –                     | –                     | –                     | –                     | –                     | –                     | –                     | –                     | –                     | 0                     |
| Schweiz | 028                   | –                     | 1                     | –                     | –                     | 7                     | –                     | 1                     |                       | –                     | –                     | –                     | 7                     | –                     | –                     | –                     | –                     | –                     | 6                     | 1                     | 5                     | 07                    |
| Finnland | 041                   | 1                     | 2                     | 6                     | –                     | –                     | 3                     | –                     | 4                     |                       | 8                     | –                     | –                     | –                     | 7                     | –                     | 7                     | –                     | 2                     | –                     | 1                     | 10                    |
| Griechenland | 032                   | 3                     | –                     | –                     | –                     | –                     | –                     | 12                    | –                     | 5                     |                       | –                     | –                     | 12                    | –                     | –                     | –                     | –                     | –                     | –                     | –                     | 04                    |
| Niederlande | 066                   | 2                     | 7                     | 1                     | 6                     | 4                     | 2                     | –                     | 12                    | 3                     | –                     |                       | 5                     | 5                     | 2                     | 4                     | 3                     | –                     | 4                     | 2                     | 4                     | 16                    |
| Jugoslawien | 125                   | –                     | 8                     | 12                    | –                     | 1                     | 12                    | 10                    | –                     | 12                    | 6                     | 7                     |                       | 8                     | 6                     | 12                    | 10                    | –                     | 1                     | 12                    | 8                     | 15                    |
| Zypern | 026                   | –                     | 4                     | –                     | –                     | –                     | –                     | –                     | 1                     | –                     | –                     | –                     | 6                     |                       | 5                     | 1                     | 5                     | –                     | –                     | 4                     | –                     | 07                    |
| Deutschland | 094                   | 10                    | 10                    | 7                     | 8                     | 6                     | –                     | –                     | 2                     | 4                     | 1                     | 10                    | –                     | –                     |                       | 3                     | –                     | 8                     | 7                     | 6                     | 12                    | 14                    |
| Dänemark | 016                   | –                     | –                     | 2                     | 7                     | –                     | 1                     | 4                     | –                     | –                     | –                     | –                     | –                     | 2                     | –                     |                       | –                     | –                     | –                     | –                     | –                     | 05                    |
| Israel | 136                   | 8                     | 6                     | 10                    | 5                     | 3                     | –                     | 6                     | 7                     | 7                     | 3                     | 12                    | 10                    | –                     | 10                    | 7                     |                       | 10                    | 12                    | 10                    | 10                    | 17                    |
| Portugal | 033                   | 4                     | –                     | –                     | 1                     | –                     | –                     | 5                     | 6                     | 2                     | –                     | 6                     | 2                     | –                     | –                     | –                     | –                     |                       | –                     | –                     | 7                     | 08                    |
| Österreich | 053                   | –                     | –                     | 3                     | 4                     | 5                     | 10                    | –                     | –                     | –                     | 4                     | 4                     | 4                     | 3                     | –                     | 6                     | 2                     | 5                     |                       | 3                     | –                     | 12                    |
| Belgien | 013                   | –                     | –                     | 4                     | –                     | –                     | –                     | 8                     | –                     | –                     | –                     | –                     | –                     | –                     | –                     | –                     | –                     | 1                     | –                     |                       | –                     | 03                    |
| Luxemburg | 142                   | 12                    | –                     | –                     | 10                    | 12                    | 8                     | 7                     | 3                     | 8                     | 12                    | 1                     | 12                    | 10                    | 8                     | 2                     | 12                    | 12                    | 5                     | 8                     |                       | 17                    |
| Die Tabelle ist senkrecht nach der Auftrittsreihenfolge geordnet, waagerecht nach der chronologischen Punkteverlesung. |                       |                       |                       |                       |                       |                       |                       |                       |                       |                       |                       |                       |                       |                       |                       |                       |                       |                       |                       |                       |                       |                       |

### Statistik der Zwölf-Punkte-Vergabe
| Anzahl | Land                   | erhalten von                                                     |
| ------ | ---------------------- | ---------------------------------------------------------------- |
| 6      | Luxemburg              | Frankreich, Griechenland, Israel, Italien, Jugoslawien, Portugal |
| 5      | Jugoslawien            | Belgien, Dänemark, Finnland, Türkei, Vereinigtes Königreich      |
| 2      | Griechenland           | Spanien, Zypern                                                  |
| 2      | Israel                 | Niederlande, Österreich                                          |
| 2      | Schweden               | Deutschland, Norwegen                                            |
| 1      | Deutschland            | Luxemburg                                                        |
| 1      | Niederlande            | Schweiz                                                          |
| 1      | Vereinigtes Königreich | Schweden                                                         |